# Бернес Марк Наумович
Марк Нау́мович Берне́с (справжнє ім'я — рос. дореф. Ме́нахемъ-Манъ Не́йманъ; нар. 25 вересня (8 жовтня) 1911, Ніжин, Чернігівська губернія, Російська імперія — пом. 16 серпня 1969, Москва, Російська РФСР) — радянський кіноактор і співак-шансоньє єврейського походження. Багато в чому завдяки Бернесові склався золотий фонд радянської пісенної класики.
Народний артист РРФСР (1965). Лауреат Сталінської премії першого ступеня (1951).

## Біографія

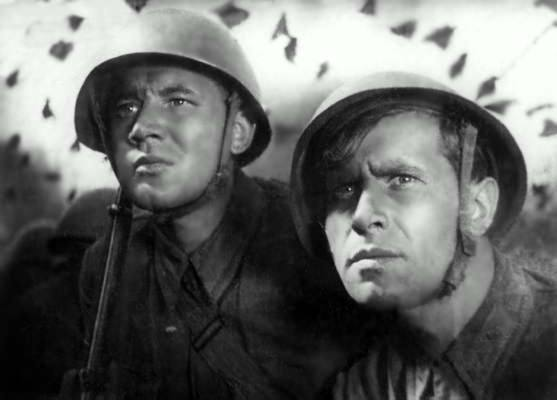
Борис Андрєєв і Марк Бернес (зліва направо) у фільмі «Два бійці»

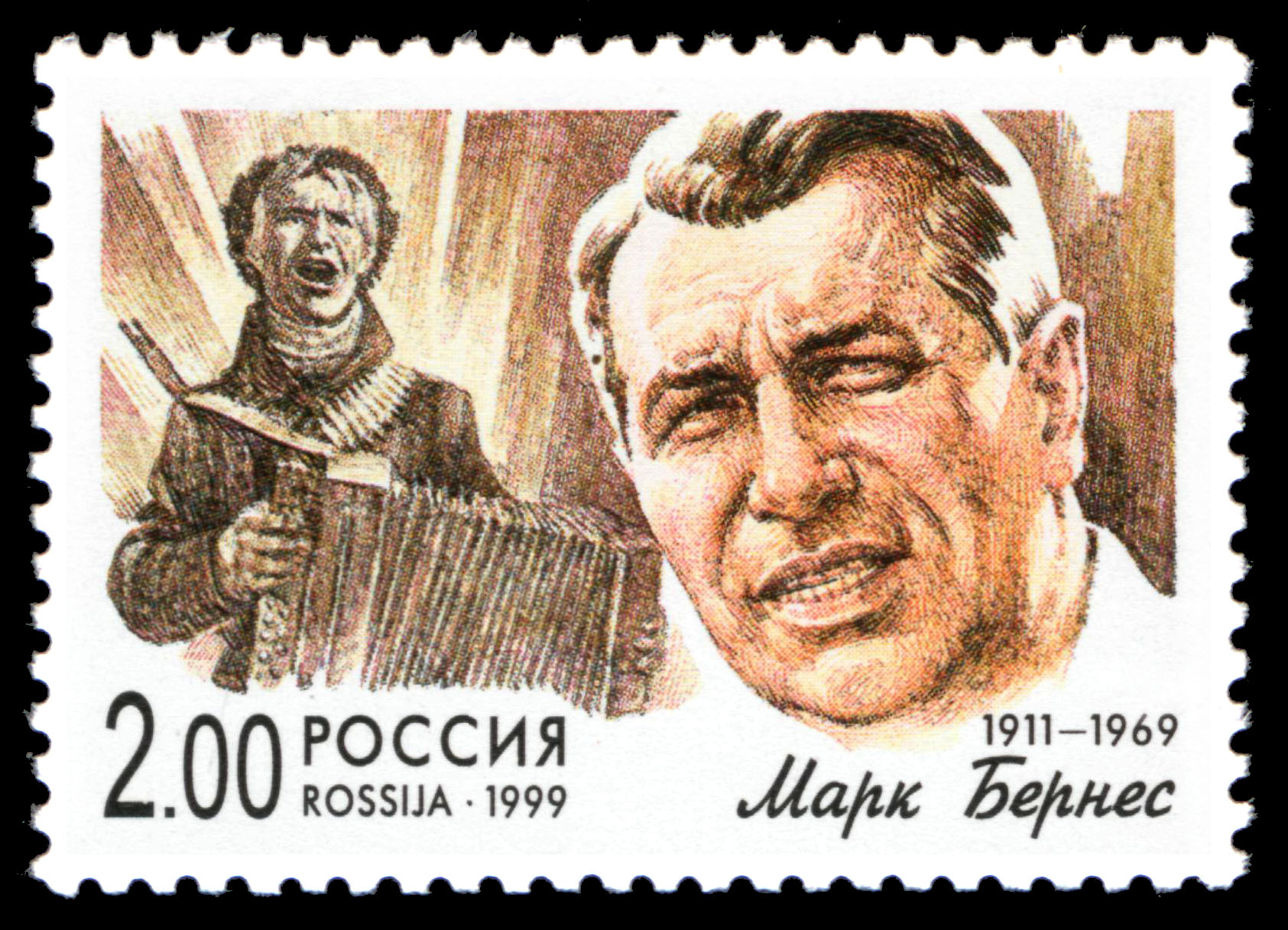
Поштова марка Росії із серії «Популярні співаки російської естради», присвячена М. Бернесу, 1999, (Каталог ИТЦ 538, Скотт 6543)

Марк Наумович Нейман народився в місті Ніжин (нині райцентр у Чернігівській області). Його батько Наум Самійлович (Неух Шмуйлович) був службовцем в артілі із збирання утильсировини, мати Фаня Філіпівна (Фрума-Махля Липманова) — домогосподаркою. 1916 року, коли Маркові було п'ять років, родина переїхала до Харкова, де мешкала на вулиці Карпівська, 32, неподалік від залізничного вокзалу.
По закінченні семирічної школи почав відвідувати заняття в театральному технікумі, водночас вступив статистом до харківського театру «Муссурі». Там же, замінивши артиста, що захворів, Марк зіграв свою першу роль і удостоївся похвали знаменитого українського режисера, актора й педагога М. М. Синельникова. До цього періоду відноситься поява його сценічного псевдоніму — Бернес. У 1929 році 17-річний Марк приїхав до Москви, де почав працювати статистом у кількох театрах, у тім числі Малому та Великому). У 1930–1933 роках у Московському драматичному театрі (колишньому Корша) грав невеликі ролі, згодом вважав своїм учителем артиста Миколу Радіна.
З 1935 року знімався в кіно. Після епізодичних ролей («Ув'язнені», 1936 та «Шахтарі», 1937) були помітні роботи в фільмах «Людина з рушницею» (1938), «Винищувачі» (1939), «Велике життя» (1939). Гра актора вирізнялася чарівливістю та м'яким гумором. Велику популярність Марку Бернесу принесли ролі в стрічках про німецько-радянську війну. У фільмі «Два бійці» він з вражаючою задушевністю й простотою заспівав пісню «Темна ніч» (музика М. Богословського, слова В. Агатова), а також стилизовану «під одеські пісні» «Шаланди». Пісні Богословського з фільмів («Улюблене місто», «Спят курганы тёмные», «Шаланди», знаменита «Темна ніч») у виконанні Бернеса зазвучали по радіо, були записані на грамплатівки. Співпраця актора та композитора тривала до 1956 року.
Перший публічний концерт Марка Бернеса-співака відбувся в Свердловську в Будинку офіцерів 30 грудня 1943 року, після чого він здійснив концертне турне Уралом. У Москві він почав виступати як виконавець пісень з кінця 1940-х років, спершу на вечорах у Будинках творчих спілок. По радіо в передачі «Клуб веселих артистів» від імені свого персонажа шофера Хвилинки («Великий перелом», 1945) виконував «Пісеньку фронтового шофера» Б. Мокроусова, «В жизни так случается» В. Соловйова-Сєдого та ін. Продовжуючи зніматися в кіно, Бернес усе більше уваги приділяв естраді, котра надавала широкий простір для реалізації його творчих задумів. Він став активно працювати над створенням власного репертуару. Пред'являючи високі вимоги і до музики, й до віршів, артист довго та прискіпливо працював з поетами й композиторами. З 82 пісень репертуару Бернеса понад 40 створено на його замовлення або ж за його безпосередньої участі.
У 1950-ті—1960-ті роки Марк Бернес створив у кіно складні характери людей з нелегкою долею — таких, як Умара Магомет («Далеко від Москви»), Чубук («Школа мужності»), Родіонов («Вони були першими»), Вогник («Нічний патруль»).
У цей період пісенний репертуар Бернеса поповнився такими творами, як «Москвичі» (А. Ешпай — Є. Винокуров), «Если бы парни всей земли» (В. Соловйов-Сєдой — Є. Долматовський), «Я люблю тебя, жизнь» (Е. Колмановський — К. Ваншенкін).
17 вересня 1958 року одночасно дві центральні газети почали цькування Бернеса. У «Правде» Георгій Свиридов у статті «Викорінювати пошлість у музиці» піддав артиста несправедливим і тенденційним нападкам. У «Комсомольской правде» в фейлетоні А. Суконцева та І. Шатуновського «Зірка на „Волзі“» рядове порушення Бернесом правил дорожнього руху в максимально похмурих тонах подавалося як «поведінка, не гідна радянського артиста». Наслідком цих і декількох наступних публікацій стало фактичне відлучення Бернеса від зйомок і записів на радіо та грамплатівки. Але з 1960 року голос Бернеса знову зазвучав по радіо (заголовна пісня популярної недільної передачі «С добрым утром!» (О. Фельцман, вірші О. Фадєєвої)) та на естраді.
Того ж 1960 року на стадіоні в Лужниках у програмі Московського мюзик-холу Бернес уперше виконав пісню «Враги сожгли родную хату» М. Блантера на вірші М. Ісаковського. Написана за 15 років до того, в 1945-му, і тільки одного разу виконана тоді по радіо, вона знайшла в особі Бернеса інтерпретатора, що розкрив весь трагізм твору й зробив пісню широко популярною.
У 1961 році режисер Павло Арманд перший порушив заборону на запрошення актора в кіно, знявши його в невеликій ролі в своєму фільмі «Чортова дюжина».
У подальші роки Бернес знов успішно працював, гастролював у Польщі, Югославії, Чехословаччині, Румунії, Болгарії, дістаючи численні захоплені відгуки ЗМІ; виступав на англійському телебаченні. З'явилися також нові «бернесівські» пісні: «Хотят ли русские войны» (Е. Колмановський — Є. Євтушенко), «Я спешу, извините меня» (Я. Френкель — К. Ваншенкін), «Я работаю волшебником» (Е. Колмановський — Л. Ошанін) та багато інших. У чотирисерійному фільмі «Щит і меч» (1968) за кадром у виконанні Бернеса прозвучала пісня «С чего начинается Родина» (В. Баснер — М. Матусовський). 8 липня 1969 року артист з одного дубля записав пісню «Журавлі» Я. Френкеля на вірші Расула Гамзатова в перекладі Наума Гребнєва. Це був останній запис Бернеса.
Марк Наумович Бернес помер 16 серпня 1969 року від раку легень. Похований на Новодівочому цвинтарі в Москві (дільниця № 7). На похоронах (на його прохання, висловлене незадовго до смерті) звучали записи пісень «Три года ты мне снилась», «Романс Рощина», «Я люблю тебя, жизнь» і «Журавлі».

## Родина
Перша дружина М. Бернеса (з 1932 року) Поліна (Паола) Семенівна Линецька (1911—1956), яка народила йому дочку Наташу, померла від раку.
Друга дружина (з 1960 року) Лілія Михайлівна Бодрова (1929—2006) привела в сім'ю свого сина Жана.
Наташа закінчила Інститут східних мов при МГУ, мешкає в США.
Жан закінчив операторський факультет ВГІКу, мешкає в Москві.

## Визнання та нагороди
- Орден «Знак Пошани» (1 лютого 1939) — за виконання ролі Кості Жигільова в фільмі «Людина з рушницею» (1938).
- Орден Червоної Зірки — за фільм «Два бійці» (1943).
- Медалі (2).
- Сталінська премія першого ступеня (1951) — за виконання ролі Умари Магомета в фільмі «Далеко від Москви» (1950).
- Народний артист РРФСР (1965).
- Підготовлений указ про присвоєння звання Народного артиста СРСР не було підписано в зв'язку зі смертю Бернеса.

## Вшанування пам'яті
- 1978 року радянський астроном Н. И. Черник назвав ім'ям М. Н. Бернеса одну з малих планет Сонячної системи — (3038) Бернес[11].
- 1996 року в Москві на будинку № 1 по Садовій-Сухаревській вулиці, де в останні роки мешкав М. Н. Бернес, встановлено меморіальну дошку.
- 1 квітня 2002 року в Одесі в садку скульптур Одеського літературного музею (вул. Ланжеронівська, 2) відкрито скульптурну композицію «Шаланды, полные кефали…» (скульптор Таїсія Судьїна), що зображує героїв однойменної пісні з кінофільму «Два бійці» — рибачку Соню та Костю-моряка[12][13][14].
- 7 жовтня 2011 року в Ніжині з нагоди 100-річчя від дня народження Бернеса на будинку № 70 по вул. Авдіївській (колишній Мільйонній), де він народився, відкрито оновлену меморіальну дошку (з помилковою датою народження — 7 жовтня)[15][16], а 13 жовтня 2011 року в Театральному сквері — бронзовий пам'ятник (скульптори Володимир Чепелик та Олександр Чепелик, архітектор Володимир Павленко), в основі якого — кадр з кінофільму «Два бійці»: Аркадій Дзюбін сидить з гітарою в руках[16][17].

Вночі з 2 на 3 травня 2017 року у Ніжині (Чернігівська область) невідомі особи вкрали бронзовий пам'ятник Марку Бернесу. 5 травня у Ніжині знайдено вкрадений раніше пам'ятник Бернесу, Зловмисники заховали пам'ятник у канаві на околиці міста, плануючи пізніше здати його на металобрухт.Про розпиляну скульптуру в лісосмузі повідомили місцеві жителі. Крадії встигли відпиляти від пам'ятника гітару та руку. Але чомусь покинули бронзу у лісі. 9 жовтня 2019 року відновлений пам'ятник було встановлено на старому місці.

## Фільмографія
1. 1936: Ув'язнені — епізод
2. 1937: Шахтарі — Красовський
3. 1938: Стара фортеця — епізод
4. 1938: Людина з рушницею — Костя Жигільов; пісня «Тучи над городом встали»
5. 1939: Винищувачі — Сергій Кожухаров; пісня «Улюблене місто»
6. 1939: Велике життя — інженер Петухов
7. 1940: Вітер зі сходу — озвучання ролі Андрія (арт. Є. Курило)
8. 1940: Злочин і кара — інспектор
9. 1941: Остання черга — льотчик Феденко; пісня «Бойові яструбки»
10. 1941: Стебельков у небесах — Стебельков; пісня «До свиданья, города и хаты»
11. 1941: Валерій Чкалов — коментатор на авіасвяті
12. 1942: Бойова кінозбірка № 8 — командир танку (епізод «Троє в танку»)
13. 1942: Бойова кінозбірка № 9 — польський робітник (епізод «Квартал № 14»)
14. 1942: Шлях до зірок — генерал Кожухаров
15. 1943: Два бійці — Аркадій Дзюбін; пісні «Темна ніч», «Шаланди, повні кефалі», з Лаврентієм Масохою — «Пісня про Ленінград»
16. 1943: Diary of a Nazi (Щоденник нациста) (складений для показу в США з чотирьох новел різних випусків «Бойової кінозбірки») — польський робітник (епізод «Квартал № 14» з «Бойової кінозбірки № 9»)
17. 1944: Велика земля (у США демонструвався під назвою «The Ural Front» («Уральский фронт»)) — Козирєв
18. 1945: Великий перелом — шофер Хвилинка
19. 1946: (вихід на екрани 1958) — Велике життя. 2 серія — інженер Петухов; пісні «Наша любов», «Три года ты мне снилась»
20. 1948: Третій удар — матрос Чмига
21. 1950: Далеко від Москви — Умара Магомет
22. 1950: У степу — Ємельянов; пісня «Доріжна»
23. 1951: Тарас Шевченко — Капітан Косарєв; народна пісня «Собачка верная моя…»
24. 1952: Максимко — корабельний лікар
25. 1953: Вогні на річці — старший помічник капітана
26. 1954: Школа мужності — Чубук; пісня «Разгулялся вольный ветер»
27. 1954: Запасний гравець — тренер Лев Коломягін
28. 1954: Море студене — Окладников
29. 1956: Вони були першими — Родіонов
30. 1956: Справа № 306 — Градов
31. 1957: Співає Ів Монтан (документальний) — виконавець пісні «Спогад про ескадрилью „Нормандія“»
32. 1957: Нічний патруль — Вогник; «Пісня про Батьківщину»
33. 1957: Мета його життя — Ануфрієв; «Пісня пілотів»
34. 1957: Дивовижна неділя (V šest ráno na letišti) — командир ТУ-104
35. 1959: Особливий підхід (телефільм) — Микола Налимов
36. 1959: Зірки зустрічаються в Москві — виконавець пісні в дуеті з Людмилою Гурченко
37. 1961: Чортова дюжина — пасажир
38. 1962: Шістнадцята весна — читець від автора та виконавець пісні «Робітнича людина» (за кадром)
39. 1963: Апасіоната (телефільм) — шофер Гиль
40. 1963: Мелодії Дунаєвського (документальний) — виконавець пісні «Моя Москва»
41. 1963: Це сталося в міліції — полковник Прошин
42. 1966: Я родом з дитинства — виконавець пісні «На братських могилах» (за кадром)
43. 1967: Женя, Женечка і «катюша» — полковник Караваєв (роль озвучено Григорієм Гаєм)
44. 1969: Щит і меч — виконавець пісні «С чого начинается Родина» (за кадром)